# Stazione di Pratola Ponte
La stazione di Pratola Ponte è una stazione della ferrovia Circumvesuviana, sita nel comune di Pomigliano d'Arco.
Si trova sulla ferrovia Napoli-Nola-Baiano.

## Storia
L'originaria fermata di Pratola Ponte venne attivata nel 1964 sul tracciato originario della linea, dove attualmente risiede una pista ciclabile.
La fermata attuale venne attivata nel 1992 su una variante di tracciato realizzata in concomitanza con il raddoppio del binario.

## Strutture e impianti
La fermata dispone di un fabbricato viaggiatori con biglietteria, seppur in disuso.
Ci sono due soli binari, uno in direzione Napoli e l'altro per Baiano, serviti da due banchine laterali.

## Movimento
Il traffico passeggeri è scarso, legato solo ai pendolari nell'ora di punta e agli studenti di scuole nei comuni limitrofi.

## Servizi
La stazione dispone di
- Sottopassaggio